# بيتسي برادوك
بيتسي برادوك هي شخصية خيالية في مارفل كومكس، ظهرت الشخصية لأول مرة في ديسمبر 1976.